# U-600 (tàu ngầm Đức)
U-600 là một tàu ngầm tấn công  Lớp Type VII thuộc phân lớp Type VIIC được Hải quân Đức Quốc Xã chế tạo trong Chiến tranh Thế giới thứ hai. Nhập biên chế năm 1941, nó đã thực hiện được sáu chuyến tuần tra, đánh chìm được năm tàu buôn với tổng tải trọng 28.600 GRT, đồng thời gây hư hại cho ba tàu buôn khác với tổng tải trọng 19.230 GRT. Trong chuyến tuần tra cuối cùng, U-600 bị các tàu frigate Anh HMS Bazely và HMS Blackwood đánh chìm trong Đại Tây Dương về phía Tây Bồ Đào Nha vào ngày 25 tháng 11, 1943.

## Thiết kế và chế tạo

### Thiết kế

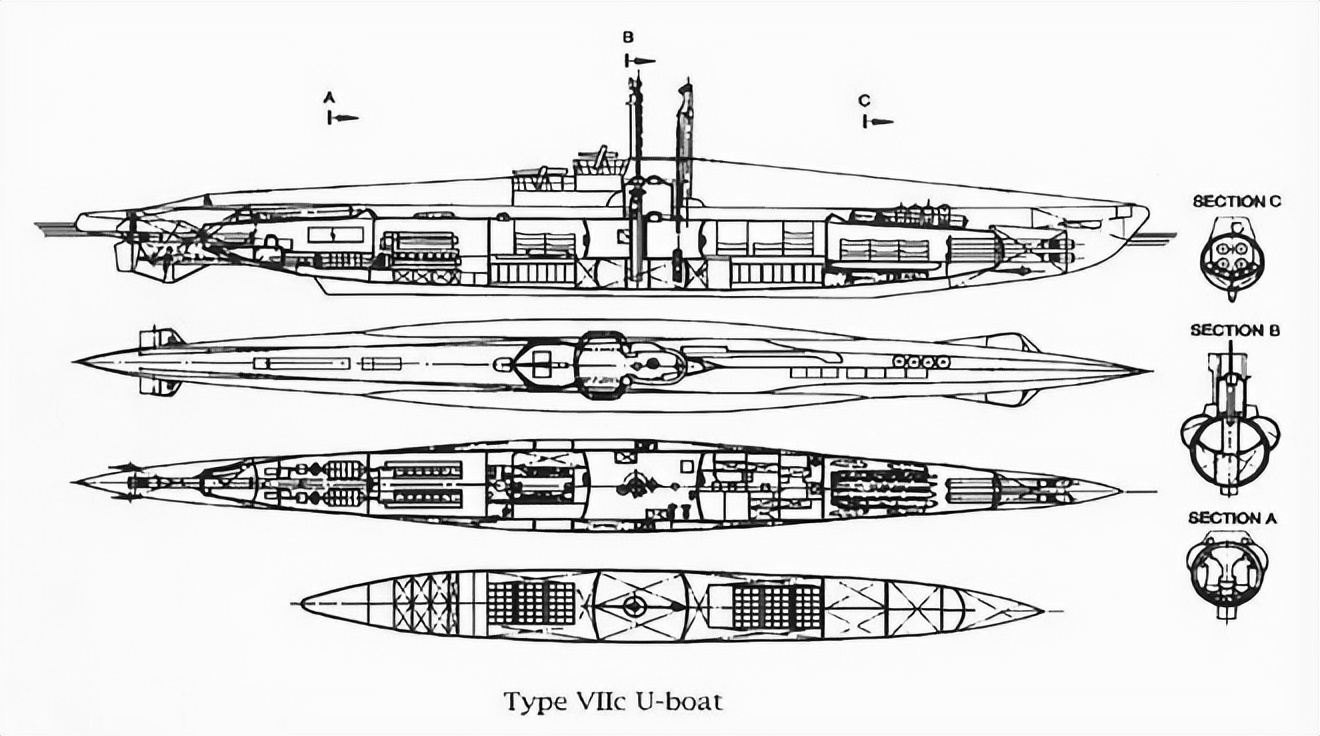
Sơ đồ các mặt cắt một tàu ngầm Type VIIC

Phân lớp VIIC của Tàu ngầm Type VII là một phiên bản VIIB được kéo dài thêm. Chúng có trọng lượng choán nước 769 t (757 tấn Anh) khi nổi và 871 t (857 tấn Anh) khi lặn). Con tàu có chiều dài chung 67,10 m (220 ft 2 in), lớp vỏ trong chịu áp lực dài 50,50 m (165 ft 8 in), mạn tàu rộng 6,20 m (20 ft 4 in), chiều cao 9,60 m (31 ft 6 in) và mớn nước 4,74 m (15 ft 7 in).
Chúng trang bị hai động cơ diesel Germaniawerft F46 siêu tăng áp 6-xy lanh 4 thì, tổng công suất 2.800–3.200 PS (2.100–2.400 kW; 2.800–3.200 bhp), dẫn động hai trục chân vịt đường kính 1,23 m (4,0 ft), cho phép đạt tốc độ tối đa 17,7 kn (32,8 km/h), và tầm hoạt động tối đa 8.500 nmi (15.700 km) khi đi tốc độ đường trường 10 kn (19 km/h). Khi đi ngầm dưới nước, chúng sử dụng hai động cơ/máy phát điện Garbe, Lahmeyer & Co. RP 137/c  tổng công suất 750 PS (550 kW; 740 shp). Tốc độ tối đa khi lặn là 7,6 kn (14,1 km/h), và tầm hoạt động 80 nmi (150 km) ở tốc độ 4 kn (7,4 km/h). Con tàu có khả năng lặn sâu đến 230 m (750 ft).
Vũ khí trang bị có năm ống phóng ngư lôi 53,3 cm (21 in), bao gồm bốn ống trước mũi và một ống phía đuôi, và mang theo tổng cộng 14 quả ngư lôi, hoặc tối đa 22 quả thủy lôi TMA, hoặc 33 quả TMB. Tàu ngầm Type VIIC bố trí một hải pháo 8,8 cm SK C/35 cùng một pháo phòng không 2 cm (0,79 in) trên boong tàu. Thủy thủ đoàn bao gồm 4 sĩ quan và 40-56 thủy thủ.

### Chế tạo
U-600 được đặt hàng vào ngày 22 tháng 5, 1940, và được đặt lườn tại xưởng tàu của hãng Blohm & Voss ở Hamburg vào ngày 25 tháng 1, 1941. Nó được hạ thủy vào ngày 16 tháng 10, 1941, và nhập biên chế cùng Hải quân Đức Quốc Xã vào ngày 11 tháng 12, 1941 dưới quyền chỉ huy của Hạm trưởng, Đại úy Hải quân Bernhard Zurmühlen.

## Lịch sử hoạt động

### 1942
Sau khi hoàn tất việc huấn luyện trong thành phần Chi hạm đội U-boat 5, U-600 được điều sang Chi hạm đội U-boat 3 từ ngày 1 tháng 8, 1942 để hoạt động trên tuyến đầu cho đến khi bị mất.

#### Chuyến tuần tra thứ nhất
U-600 khởi hành từ cảng Kiel, Đức vào ngày 14 tháng 7 cho chuyến tuần tra đầu tiên trong chiến tranh. Nó tiến ra Bắc Hải, rồi băng qua khe GI-UK giữa Iceland và quần đảo Faroe để vòng qua quần đảo Anh. Con tàu hướng xuống phía Tây Nam để hoạt động trong vùng biển Đại Tây Dương về phía Đông Nam Hoa Kỳ, biển Caribe và chung quanh đảo Cuba. Vào ngày 10 tháng 8, nó đánh chìm chiếc thuyền buồm Anh Vivian P. Smith 130 GRT bằng hải pháo ở vị trí khoảng 140 nmi (260 km) về phía Đông quần đảo Turks và Caicos.  Ba ngày sau đó 13 tháng 8, ở vị trí khoảng 18 nmi (33 km) về phía Nam mũi Maisí (cực Đông đảo Cuba), nó phóng ngư lôi tấn công Đoàn tàu TAW-12, và đã đánh chìm các tàu buôn Hoa Kỳ Delmundo 5.032 GRT, và tàu buôn Latvia Everelza 4.520 GRT. Chiếc U-boat kết thúc chuyến tuần tra khi đi đến cảng La Pallice ở La Rochelle, bên bờ Đại Tây Dương của Pháp đã bị Đức chiếm đóng, đến nơi vào ngày 22 tháng 9.

### 1943

#### Chuyến tuần tra thứ sáu – Bị mất
U-600 rời cảng Brest vào ngày 7 tháng 11 cho chuyến tuần tra thứ sáu, cũng là chuyến cuối cùng, và đã hoạt động trong vùng biển Đại Tây Dương về phía Tây Bồ Đào Nha. Tại đây vào ngày 25 tháng 11, chiếc U-boat bị các tàu frigate HMS Bazely và HMS Blackwood của Hải quân Hoàng gia Anh thả mìn sâu đánh chìm tại tọa độ 40°31′B 22°07′T / 40,517°B 22,117°T. Toàn bộ 45 thành viên thủy thủ đoàn của U-600 đều đã tử trận.

### "Bầy sói" tham gia
U-600 từng tham gia tám bầy sói:
- Draufgänger (29 tháng 11, – 11 tháng 12, 1942)
- Raufbold (11 – 22 tháng 12, 1942)
- Knappen (19 – 25 tháng 2, 1943)
- Burggraf (4 – 5 tháng 3, 1943)
- Raubgraf (7 – 20 tháng 3, 1943)
- Drossel (29 tháng 4, – 5 tháng 5, 1943)
- Schill 1 (16 – 22 tháng 11, 1943)
- Weddigen (22 – 25 tháng 11, 1943)

### Tóm tắt chiến công
U-600 đã đánh chìm được năm tàu buôn với tổng tải trọng 28.600 GRT, đồng thời gây hư hại cho ba tàu buôn khác với tổng tải trọng 19.230 GRT:
| Ngày             | Tên tàu           | Quốc tịch      | Tải trọng | Số phận      |
| ---------------- | ----------------- | -------------- | --------- | ------------ |
| 10 tháng 8, 1942 | Vivian P. Smith   | United Kingdom | 130       | Bị đánh chìm |
| 13 tháng 8, 1942 | Delmundo          | United States  | 5.032     | Bị đánh chìm |
| 13 tháng 8, 1942 | Everelza          | Latvia         | 4.520     | Bị đánh chìm |
| 8 tháng 12, 1942 | James McKay       | United States  | 6.762     | Bị đánh chìm |
| 24 tháng 2, 1943 | Ingria            | Norway         | 4.391     | Bị hư hại    |
| 17 tháng 3, 1943 | Irénée Du Pont    | United States  | 6.125     | Bị hư hại    |
| 17 tháng 3, 1943 | Nariva            | United Kingdom | 8.714     | Bị hư hại    |
| 17 tháng 3, 1943 | Southern Princess | United Kingdom | 12.156    | Bị đánh chìm |